# Ceratocephala testiculata
Ceratocephala testiculata là một loài thực vật có hoa trong họ Mao lương. Loài này được (Crantz) Roth mô tả khoa học đầu tiên năm 1827.